# Emma (película de 1996)
Emma es una película del año 1996 dirigida por Douglas McGrath, y basada en la novela homónima de Jane Austen. Fue protagonizada por Gwyneth Paltrow, Jeremy Northam, Toni Collette, y Ewan McGregor.

## Reparto
| Intérprete       | Personaje                |
| ---------------- | ------------------------ |
| Gwyneth Paltrow  | Emma Woodhouse           |
| Jeremy Northam   | Sr. George Knightley     |
| Toni Collette    | Harriet Smith            |
| Ewan McGregor    | Frank Churchill          |
| Polly Walker     | Jane Fairfax             |
| James Cosmo      | Sr. Weston               |
| Greta Scacchi    | Sra. Weston/Srta. Taylor |
| Alan Cumming     | Sr. Elton                |
| Juliet Stevenson | Sra. Elton               |
| Denys Hawthorne  | Sr. Henry Woodhouse      |
| Sophie Thompson  | Srta. Bates              |
| Phyllida Law     | Sra. Bates               |
| Kathleen Byron   | Sra. Goddard             |
| Edward Woodall   | Sr. Robert Martin        |
| Rebecca Craig    | Srta. Martin             |
| Brian Capron     | John Knightley           |
| Karen Westwood   | Isabella Knightley       |

## Producción
McGrath originalmente quería hacer de la película una versión moderna de Emma, pero desechó esa idea debido a que la película de Amy Heckerling, Clueless, ya estaba en proceso de producción (está película es precisamente una versión modernizada de la novela de Jane Austen).

## Curiosidades
- Gwyneth Paltrow recibió elogios de la crítica por su papel como Emma, en particular por su habilidad para imitar el acento británico, distinguible totalmente de su natural acento americano. Este dominio adquirido le facilitó dos años más tarde alzarse con el Óscar a la mejor actriz por Shakespeare in Love.
- Los personajes de la Sra. y la Srta. Bates fueron representados por Phyllida Law y Sophie Thompson, quienes son madre e hija en la vida real.
- Rachel Portman fue la primera mujer en ganar un Óscar por la banda sonora de una película por este film.